# Collecte des eaux de pluie en France
Cet article décrit la collecte d'eau de pluie en France. Le Centre scientifique et technique de la construction a déterminé que 50 à 75 m3 d'eau, qu'une famille de deux à trois personnes en l'an 2000 aurait consommés sous forme d'eau potable pour des applications non sanitaires telles que lessive, nettoyage, jardinage et rinçage des toilettes, pouvaient être couverts par les quelque 80 m3 d'eau de pluie propre disponibles chaque année, récoltés sur une toiture de 100 m2.

## Histoire
La récupération de l'eau de pluie en France est très ancienne et fait l'objet d'une expérimentation nouvelle fin XXe siècle.
L'eau pluviale en milieu urbain est depuis le XIXe siècle prise en charge par le « tout à l'égout » tel qu'il se met en place dès la fin du XIXe siècle. La formule de Caquot est depuis lors traditionnellement la manière de dimensionner les canalisations d'un réseau d’égouttage qui prend en compte un débit de pointe fonction des eaux pluviales à évacuer. À partir des années 1960, les réseaux d’égouttage vont se révéler insuffisants pour drainer les récents développements urbains - c'est en somme une quantité de surfaces imperméabilisées qui sont créées dont les eaux de ruissellement ne sont plus drainées par le réseau hydrographique naturel - ce qui va amener les gestionnaires de réseau à revenir sur le principe d'évacuation systématique des eaux pluviales.
La fin des années 1990 a vu naître différents projets d'utilisation d'eau de pluie collectée en aval des toitures, réalisés à titre expérimental, portant sur des usages  d’arrosage, le lavage des sol ou sur l'alimentation des toilettes, dans des bâtiments recevant du public, des bâtiments de bureaux, voire des bâtiments d'habitation collectifs. Progressivement une diversification des projets d'eau de pluie s'est faite quant aux destinations, aux utilisateurs, et aux usages de l'eau de pluie.
Les premières réalisations ont été menées avec l'aide du Plan Construction et Architecture qui a lancé en 1993 un appel d'offres pour soutenir 13 opérations de ce type, comme à Meillonnas (Ain), où 12 logements collectifs et cinq pavillons ont été construits avec un ingénieux système de récupération des eaux de pluie pour les chasses d'eau et des panneaux solaires couvrant un tiers des besoins en eau chaude. Le « bâtiment à haute qualité environnementale » (HQE) est déjà une marque déposée et vise à devenir un label. Mais les premières expérience rendent compte du fait que sans subvention publique, l'installation d'un système de récupération d'eau de pluie est difficilement rentable.
Un double système fiscal est créé par la loi du 30 décembre 2006 sur la préservation des ressources en eau et des milieux aquatiques: la taxe sur les surfaces imperméabilisées et le crédit d'impôt pour les eaux pluviales. Il s'agit par là même à la fois de financer le traitement de ces eaux, de plus en plus lourd pour la collectivité publique, et d'inciter chacun à leur récupération. En premier lieu, les communes ou leurs groupements peuvent mettre en place une taxe sur les volumes d'eau de ruissellement entrant dans les systèmes de collecte, taxe destinée à financer les travaux réalisés en matière d'assainissement pluvial (art. L. 2333-97 et s. du Code général des collectivités territoriales). On est donc en présence d'une taxe affectée (art. L. 2333-93 du CGCT), ce qui constitue un nouvel exemple d'affectation en matière de fiscalité écologique. La principale difficulté de cette taxe est celle de son assiette: initialement centrée sur le volume maximal des eaux susceptibles de pénétrer dans les installations par des branchements - élément plutôt délicat à mesurer -, c'est finalement la superficie des immeubles raccordés au réseau public de collecte des eaux pluviales qui a été retenue. Et afin d'augmenter son caractère incitatif, cette taxe fait l'objet d'abattements, voire d'une exonération totale dès lors que les propriétaires concernés ont réalisé des dispositifs limitant ou évitant le déversement des eaux pluviales dans le réseau de collecte. Il est toutefois à craindre que les produits fiscaux engendrés par le développement des surfaces bétonnées ou imperméabilisées soient bien supérieurs aux sommes attendues pour cette nouvelle taxe et que - facultative pour les collectivités - il est à craindre en effet que celles-ci ne soient que peu nombreuses à y avoir recours.
En second lieu, ce système a été complété par un mécanisme temporaire de crédit d'impôt bénéficiant aux particuliers réalisant des équipements de récupération et de traitement des eaux pluviales. Le montant de l'incitation fiscale est non négligeable. S'il suscite un intérêt incontestable, il rencontre également de fortes réticences, voire hostilités : de la part d'abord du ministère des Finances, ce qui n'étonne guère s'agissant d'une nouvelle dépense fiscale coûteuse, par définition, pour les finances publiques ; mais également de la part des autorités sanitaires, du fait de risques d'interconnexions entre les réseaux. C'est pourquoi le Conseil supérieur d'hygiène publique de France, dans un avis du 5 septembre 2006, a préconisé que de tels systèmes ne concernent en principe que les usages extérieurs : seulement, ces derniers ne représentent que des quantités très limitées, estimées à environ 6 % de la consommation annuelle d'eau.
Dans l’Arrêté du 4 mai 2007, seuls les équipements obligatoires pour une installation conforme étaient répertoriés pour des usages d’eau dans les jardins, toilettes ou lave-linge. Or, ces usages n’étaient pas autorisés, à l’exception de l’arrosage extérieur. 
En France, l'arrêté du 21 août 2008 relatif à la récupération des eaux de pluie et à leur usage à l'intérieur et à l'extérieur des bâtiments,, vise à favoriser la récupération de l'eau de pluie, et fixe le champ d'applications et les modalités d'exécution des installations. Il vient compléter et remplacer l'Arrêté du 4 mai 2007.
L’arrêté du 21 août 2008 vient combler le vide juridique laissé par l'Arrêté du 4 mai 2007. Désormais, une réglementation est à disposition où sont clairement identifiées les destinations de l’eau collectée, notamment à l’intérieur d’un bâtiment: lavage des sols, évacuation des excrétas et à titre expérimental lavage du linge, à condition bien sûr qu’il existe un double réseau avec vanne 3 voies et disconnecteurs de réseau et que la cuve soit éligible et conforme au texte de loi. C’est la qualité des produits, mais aussi qualité des installations qui est visée. Il est désormais difficile de s’improviser « installateur spécialiste de la récupération des eaux de pluie ». À la fin d’une installation, un professionnel doit remplir une fiche justifiant la conformité de l’installation. La philosophie de l'arrêté est que la récupération des eaux de pluie est une mesure utile parmi d’autres dans le cadre d’une stratégie d’optimisation de la ressource, mais pour laquelle il convient de mettre en place des dispositifs de façon prudente, compte tenu de risques potentiels pour la santé publique.
En 2010, la loi Grenelle II (Art. L. 111-6-2) précise que (hors certains périmètres de protection - dont ZPPAUP, zone de protection du patrimoine architectural, urbain et paysager) ; – Nonobstant toute disposition d'urbanisme contraire, le permis de construire (...) ne peut s'opposer (...) à l'installation de dispositifs favorisant la retenue des eaux pluviales ou la production d'énergie renouvelable correspondant aux besoins de la consommation domestique des occupants de l'immeuble ou de la partie d'immeuble concernés. La liste des dispositifs, procédés de construction et matériaux concernés est fixée par voie réglementaire, etc.. 

## Législation

### Règles relatives à l’utilisation des eaux de pluie
En France la loi autorise la collecte des eaux de pluie, mais en limite l’usage. L’eau de pluie collectée à l’aval de toitures inaccessibles peut être utilisée pour des usages domestiques extérieurs au bâtiment : arrosage, fontaines, etc. L’arrosage des espaces verts accessibles au public ne pourra l’être qu’en dehors des périodes de fréquentation du public.
Pour les usages domestiques intérieurs, les limites sont importantes : d’une part les toitures ne doivent être ni en amiante-ciment ni en plomb ; d’autre part, l’eau collectée ne peut être utilisée que pour les sanitaires et le lavage des sols. Pas question de la boire ou de s’en servir pour se laver!
Concernant la lessive, l'eau de pluie pouvant contenir divers contaminants susceptibles de poser problème pour des personnes vulnérables et les enfants portant volontiers le linge à la bouche, ceux qui souhaiteraient laver leur linge avec de l’eau de pluie doivent le déclarer auprès du ministère chargé de la santé et doivent mettre en œuvre des dispositifs de traitement de l’eau adaptés. À la suite d'un arrêté du 21 août 2008, l'autorisation n'est donnée, qu'à titre expérimental. En janvier 2017 l'ANSES a recommandé la prudence pour cet usage.
Certains établissements n’ont pas le droit de mettre en place ce genre de dispositif : les établissements de santé et établissements, sociaux et médicaux (sociaux, hébergement de personnes âgées), les cabinets médicaux, cabinets dentaires, laboratoires d’analyses de biologie médicale et des établissements de transfusion sanguine ou les crèches, écoles maternelles et élémentaires.
Enfin, les usages professionnels et industriels de l’eau de pluie sont autorisés à l’exception de ceux qui requièrent l’emploi d’eau destinée à la consommation humaine telle que définie au Code de la santé publique.

### Règles relatives à la mise en place des dispositifs de récupération
L’arrêté précise un certain nombre d’obligations relatives aux dispositifs à mettre en place pour récupérer et conserver l’eau, ainsi que pour la mettre à disposition des individus. Les prescriptions générales, quelle que soit l'utilisation, sont détaillées dans l'article 2 :
- Stockage à la pression atmosphérique.
- Matériaux inertes à l'eau de pluie.
- Grille anti-moustique de mailles de 1 millimètre au maximum.
- Disconnexion avec le réseau public d'eau potable par « surverse » totale avec garde d'air.
- Trop-plein calibré avec clapet anti-retour si raccordement avec les égouts.
- Affichage « eau non potable ».

## Eau non-potable
- Il est interdit de raccorder le réseau d’eau de pluie avec le réseau de distribution d’eau destinée à la consommation humaine.
- Les points de soutirage d’eau de pluie doivent présenter une plaque de signalisation qui comporte la mention « eau non potable » et un pictogramme explicite.
- Des dispositifs de filtration doivent être mis en place pour l’usage domestique à l’intérieur.
- On installe des mécanismes pour éviter les élévations de température (développement des bactéries)
- On affiche clairement sur les canalisations que l’eau n’est pas potable (pour éviter les branchements erronés sur le réseau public).
- Pour éviter que les gens confondent différents types d’eau, il est interdit de mettre à disposition dans la même pièce (sauf les caves, les sous-sols ou les pièces annexes à l’habitation).
- Pour éviter les problèmes en cas de fortes précipitations, un système de trop-plein doit permettre d’évacuer l’eau en surplus.
- On doit vérifier tous les 6 mois la propreté, la signalisation et la déconnexion du réseau d’eau de pluie.
- Les filtres et les cuves de stockages doivent être nettoyés tous les ans.
- Un carnet sanitaire doit être tenu à jour, avec le plan des installations, une fiche de mise en service, le listing des opérations d'entretien réalisées et le relevé mensuel du « système d'évaluation des volumes d'eau de pluie utilisés à l'intérieur des bâtiments raccordés au réseau de collecte des eaux usées ».

L'arrêté rappelle également l'obligation de déclaration d'usage en mairie prévue par l'article R.2224-19-4 du CGCT avec l'identification du bâtiment et l'évaluation des volumes utilisés à l'intérieur des bâtiments.

### Objectifs des contraintes
Si l'on peut se féliciter de ce qu'un cadre légal permette désormais d'encadrer des pratiques de recyclage qui avaient déjà cours, il faut maintenant s'assurer que sa mise en œuvre préservera les consommateurs de toute confusion et de tout risque sanitaire.
La récupération de l’eau de pluie semble participer de ces petits gestes que nous souhaitons tous faire, afin d’améliorer la situation de l’environnement. Elle comporte aussi d’autres avantages : l’eau n’est pas calcaire et l’on peut se constituer des réserves en cas de sécheresse. Cependant, contrairement aux idées reçues et aux imaginaires bien ancrés, l’eau de pluie n’est ni pure ni potable, même si elle est en théorie très proche de l’eau douce. En effet, l’eau de pluie, avant de tomber dans nos toits et rues, subit la contamination des gaz, particules, aérosols provenant de l’activité humaine. Elle contient donc outre de la poussière, des ions inorganiques en provenance de la mer (calcium, magnésium, sodium, potassium, chlore, SO4, cuivre, zinc, plomb). On y retrouve évidemment toutes les particules et pollutions urbaines issues des industries et des gaz d’échappement des voitures (Dioxyde de carbone, NOx, SOx). On y trouve aussi des pesticides, parfois en grandes concentrations. Le docteur René Seux, professeur à l'École nationale de santé publique, explique comment ils peuvent se retrouver dans l’atmosphère : « Les départs » ont lieu lors de l'application (dérive) puis dans les jours qui suivent l'épandage (transfert sol/air). Les pesticides se trouvent alors sous forme gazeuse ou particulaire, susceptibles d'être entraînés dans l'eau de pluie. » Le docteur cite des résultats pour 1996 et 2000 sur la Bretagne : « les concentrations pour l'atrazine et l'alachlore, qui sont les deux principaux pesticides du maïs, peuvent atteindre 10, 20, voire plus de 200 fois les normes tolérées pour l'eau potable ! »
La pollution par pesticides se déplace : « À Paris, les concentrations sont égales à celles constatées à 100 km de la capitale ». Il faut aussi penser aux pluies acides. Mais il y a un autre risque, dû aux souillures du toit, par des mousses, des déjections animales, mais aussi au stockage dans des citernes. Selon un avis du Conseil supérieur d’hygiène publique de France, rendu public en septembre 2006, l’eau de pluie doit être utilisée avec précaution. Il peut être dangereux de la boire. Le problème, c’est que l’expérience d’autres pays montre que des bricoleurs finissent toujours par installer une arrivée d’eau polluée sur le réseau. Si l’arrêté paraît aussi pointilleux, c’est que des insuffisances d’entretien posent parfois des problèmes de mélange entre les réseaux, l’eau pluviale non traitée contaminant l’eau traitée.
Ils font donc, outre les recommandations techniques concernant les dispositifs eux-mêmes, développer la formation et la qualification des professionnels et d’encadrer le contrôle et le suivi de ces installations, en instaurant des systèmes de déclaration et de surveillance par des organismes tiers. En outre un certain nombre de bâtiments n’obtiendront pas l’autorisation d’utiliser de l’eau non potable, qu’il s’agisse des industries agro-alimentaires, des établissements de santé ou des crèches.

## Obligations, primes, incitants fiscaux
Des incitations fiscales ont été mises en place en mai 2007 pour l'achat d'un système de récupération d’eau de pluie pour usages extérieurs :
- Une TVA à 5,5 % sur les équipements (si l'habitation a plus de deux ans).
- Une crédit d'impôts égal à 25 % des dépenses en équipements[12],[13] (hors pompe et dans la limite de 8 000 € pour une personne seule, 16 000 € pour un couple).

La loi sur le crédit d'impôt lié à la récupération d'eau de pluie a évolué en 2008. L'usage des eaux pluviales dans les toilettes, et dans les machines à laver est autorisé.
Certaines collectivités locales encouragent aussi l'installation de système de récupération des eaux de pluie, comme la Lorraine, qui subventionne ces installations jusqu'à 750 € ou Lille, qui attribue une prime à l'installation d'équipements de récupération d'eau pluviale de 100 €/m3 d'installation.
Des expérimentations, en faveur de la récupération pour les entreprises, sont menées avec l'aide des Agences de l'eau qui accordent certaines subventions selon les régions.
Alors qu'en Allemagne les premières subventions datant de 1986, ce n'est que 20 ans après, en mai 2006, qu'un encouragement fiscal a été voté en France à l'unanimité à l'Assemblée nationale (et contre l'avis du gouvernement) Cet amendement, voté en première lecture du projet de loi sur l'eau et les milieux aquatiques instaurait un crédit d'impôt de 40 % (pour une dépense plafonnée à 5 000 euros) en faveur de l'installation de systèmes de récupération des eaux pluviales. Cette disposition a ensuite fait l'objet d'une modification par le Sénat : le crédit d'impôt a été ramené à 15 % pour un plafond de dépenses moyen de 8 000 euros. Ce dispositif a été amélioré en deuxième lecture à l'Assemblée nationale et adopté à l'unanimité. Cet amendement a remonté le taux du crédit à 25 % pour un plafond de 8 000 euros voire plus selon les situations familiales. Ce crédit d'impôt est désormais inscrit à l'article 89 de la loi no 2006-1772 du 30 décembre 2006 sur l’eau et les milieux aquatiques.
Un premier arrêté a été publié le 4 mai 2007 et précise les modalités fiscales de ce crédit d'impôt. Dans son rapport d'information sur la mise en application de la loi no 2006-1772 du 30 décembre 2006 sur l’eau et les milieux aquatiques, l'Assemblée nationale a jugé que la rédaction de cet arrêté était « excessivement restrictive s’agissant des usages intérieurs de l’eau de pluie récupérée, même si l’on peut comprendre que les objectifs de santé publique doivent être pris en compte à leur juste mesure ». Dans ce même rapport, l'Assemblée a préconisé une clarification par la rédaction de « deux décrets relatifs aux usages intérieurs et aux usages extérieurs ». Le dernier texte d'application, malgré plusieurs relances émanant de parlementaires, n'a été publié que le 29 août 2008, soit 21 mois après le vote de la loi.